# De Cock en de romance in moord
De Cock en de romance in moord is het tiende deel van de detectivereeks De Cock van de Nederlandse auteur Appie Baantjer waarin rechercheurs Jurriaan 'Jurre' de Cock en Dick Vledder de moord oplossen op een verpleegkundige die met ingeslagen schedel in haar huis in Amsterdam wordt gevonden.

## Verhaal
Beroepsinbreker Maarten Jan Boucharde wordt door Dick Vledder van het dak van het bankgebouw van de IJsselsteinse Bank geplukt, terwijl De Cock beneden bezorgd toekijkt. Op het bureau aan de Warmoesstraat duikt uit Maarten zijn mond een half ingeslikt papiertje op met de tekst: ‘’Oude Scha “. Rechercheur Vledder concludeert dat hij de cijfercombinaties wist. De arrestant had slechts een schroevendraaiertje bij zich en de tijdslotbeveiliging was buiten werking. De rechercheurs vragen zich af of het opgedoken briefje een versleuteling is van de bankkluiscode, maar die theorie wordt ingehaald door de vondst van een lijk aan de Oude Schans nummer 10. Daar ligt al enkele dagen de gediplomeerd verpleegster Georgette de Mirabeau, 43 jaar, met een ingeslagen schedel. Tijdens het onderzoek op de plaats delict meldt zich Charles van Flaenderen, die een onderdirecteur blijkt te zijn bij de IJsselsteinse Bank. Hij is getrouwd en heeft al 7 jaar een buitenechtelijke relatie met het slachtoffer. Ben Kreuger, dactyloscopist, treft er de ‘’vingertjes ‘’ aan van de twintigjarige Maarten Jan. De zaak is dan voor commissaris H.G.T.W. Buitendam rond. Rechercheur Vledder is het deze keer met hem eens. Zaak gesloten. De dader zat al in de cel voordat ze het lijk hadden gevonden. Maar De Cock rechercheert verder. Hij zoekt een motief.
Maarten Jan vertelt De Cock dat hij een brief had gehad van Georgette om eens langs te komen. Maar toen hij daar kwam lag er slechts een lijk en het hele huis was al ruw doorzocht. Een buurvrouw van Georgette meldt dat ze erg gesloten was, weinig bezoek ontving maar dan vaak wel klassieke muziek speelde, vooral van Brahms. De Cock zoekt nadere inlichtingen bij zijn vriend Smalle Lowietje. Hij vraagt, net als voor hem Georgette al had gedaan, aan de caféhouder waar Maarten Jan woont? Maar Lowietje blijft volhouden wat De Cock al vermoedt, Maarten Jan is geen moordenaar. Commissaris Buitendam denkt daar nog steeds anders over en is zeer ontstemd dat Maarten Jan slechts een poging tot inbraak ten laste wordt gelegd. De Cock en Vledder gaan samen naar het huisadres aan de Kromboomssloot 26A. De Cock verschaft zich weer eens toegang met het apparaatje van Handige Henkie. Binnen stuiten ze op de vriendin van Maarten Jan, de negentienjarige Ineke Peeters. Die maakt melding van een inbraak afgelopen nacht door een man van rond de 22. De inbreker had op zijn zoektocht gesproken van: “dat rotwijf”. De Cock laat die inbraak grondig onderzoeken.
Gemeentelijke lijkschouwer Dr. Den Koninghe, die de dood van Georgette persoonlijk had vastgesteld, geeft toe haar twee keer een huwelijksaanzoek te hebben gedaan. Destijds was ze studente medicijnen en hij gaf haar college. Ze koost voor een jonge veelbelovende architect, Ferdinand van Breugelen en stopte met haar studie. Maar de verloving werd verbroken, Ferdinand verdween naar Zuid-Amerika en Georgette kreeg in haar eentje een miskraam. Na een jaar trouwde Ferdinand met de dochter van een rijke makelaar.
De Cock gaat samen met Lowietje naar haar begrafenis en hij stuit op een onbekend mank lopend personage. Lowietje geeft aan dat deze man samen met Georgette in zijn café is geweest om naar Maarten Jan te kijken. Via het kenteken van zijn wegrijdende Cadillac komt als eigenaar uit de bus ene Ferdinand van Breugelen, architect, woonachtig in Bergen in Villa Le Corbusier. Vledder en De Cock rijden ernaartoe. De Romance in F van Brahms klinkt hun buiten al tegemoet. Het huis blijkt bewoond te worden door Ferdinand van Breugelen, zijn echtgenote Marianne, zijn zoon Ferry en George, een manusje van alles. De Cock merkt in de hal ook een wandelstok op met zilveren knop. Een mogelijk moordwapen, dat nog niet is gevonden. Terug in Amsterdam blijkt tot woede van commissaris Buitendam Maarten Jan ontsnapt te zijn tijdens een politietransport, met meenemen van een dienstwapen. Rechercheur De Cock krijgt persoonlijk opdracht hem weer op te sporen. Bij Ineke Peeters thuis treffen ze Ferry van Breugelen aan. Ineke zou wat bij willen verdienen, zegt ze zelf spottend. Maarten Jan wordt er niet gevonden. Rechercheur Robert Antoine van Dijk krijgt opdracht aldaar te blijven posten. Hij komt na enige uren met de mededeling dat Ineke Peeters twee vliegtickets heeft gekocht naar Casablanca, Marokko.
De Cock en Vledder gaan naar het kantoorpand van architect Van Breugelen aan de Herengracht. Hij weet dat zijn vrouw met de recherche heeft gepraat en dat zijn zoon bij Ineke Peeters was. Onder druk gezet door rechercheur Vledder bekent de architect de moord op Georgette. De Cock uit ook nu weer zijn twijfels tegen een triomferende commissaris Buitendam. Aan Vledder legt hij uit dat de architect geen bloedspatten op zijn pak had en dat het verhaal van de theedoek over Georgette niet klopt met de verklaring van Maarten Jan. De architect wordt vrijgelaten, met achterlaten van zijn pak. Dat kostuum wordt nog eens extra op bloedvlekken gecontroleerd. De Cock ondervraagt professor Van Lijnschoten, de directe chef van Georgette, maar komt niet veel meer te weten dan dat ze slecht tegen kritiek kon. De Cock vraagt vervolgens botweg aan Lowietje waar hij Maarten Jan verbergt. De twee rechercheurs krijgen geen antwoord en lopen boos weg. De weer postende rechercheur Van Dijk krijgt opdracht uit te vissen waar Maarten Jan ter wereld is gekomen. De Cock heeft zo al zijn vermoedens over wat er 21 jaar geleden is gebeurd.
De Cock chanteert Ineke met haar twee valse paspoorten. Ze brengt hem naar de woonboot van Smalle Lowietje, in de Kromme Waal, waar Maarten Jan dood wordt gevonden met drie kogels in zijn lichaam. Ook het ter plekke gebruikte dienstpistool is weer terecht. Ineke biecht op dat ze het dagboek van Georgette alsnog wilden verkopen aan Ferry van Breugelen. Het ligt in een bagage kluis op het Centraal Station. Aldaar weet De Cock Marianne Van Breugelen te arresteren wegens een dubbele moord.
Op de nabespreking bij De Cock thuis wijst rechercheur Vledder hem op zijn dubieuze vrienden. Smalle Lowietje, Handige Henkie, Ouwe Brammetje, Ome Krelis, Schele Mien, Brabantse Truus, Rooie Tiny en Zwarte Gonny. Mevrouw De Cock is deze keer ook ontstemd. Smalle Lowietje heeft een fles cognac gestuurd, maar dat vindt ze deze keer nu net te makkelijk. Robert Antoine van Dijk werpt De Cock de twee processen-verbaal voor de voeten. Twee moorden. Twee bekentenissen van Marianne van Breugelen, maar het zwarte cahier ontbreekt erin. Trouwens, nog veel meer andere zaken staan niet vermeld. De Cock ziet het een tikje anders. Het is goed zo. Het zwarte cahier bevatte slechts de ontboezemingen van een jonge sentimentele vrouw met een verbroken verloving. Marianne is hysterisch geworden en dus niet toerekeningsvatbaar. Georgette schreef in haar dagboek dat ze persoonlijk twee baby’s had verwisseld, die vlak na elkaar waren geboren. Ferry en Maarten Jan, zoon van een architect en een havenarbeider. Het was haar uur van de wraak, geboekstaafd in een dagboek. Ze besloot vervolgens 21 jaar te wachten. Ze licht in het café Smalle Lowietje haar jeugdliefde in, die vervolgens thuis alles doorvertelt. Marianne gaat verhaal halen bij Georgette en slaat haar dood met de wandelstok die haar man daar eerder had achtergelaten. Ze gaat later via Maarten Jan proberen ook het verdwenen dagboek terug te halen, maar schiet hem dood. Als de jonge rechercheurs weg zijn, wil mevrouw De Cock weten of het dagboek nu echt weg is. De Cock is wijzer. Twee mensen die het dagboek hebben gelezen zijn dood. De Cock laat het rusten als een chantageverhaaltje van Georgette. Hij heeft dit bewijsmateriaal versnipperd uitgestrooid over Het IJ. De officier van justitie weet immers genoeg.

## Voetnoot
1. ↑  Baantjer noteert ‘Kromboomsloot’.
2. ↑  Volgens het dagboek haar eigen zoon, volgens De Cock leefde Marianne slechts voor Ferry.

## Hoorspel
- https://www.hoorspelen.eu/producties/hsp-c/cock-en-de-romance-in-moord.html